# Bedfordský kord

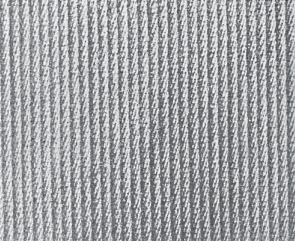
Bedford se žebrováním v plátnové vazbě (z 2. dekády 20. století)

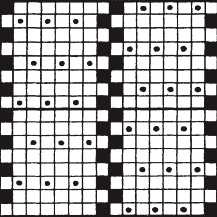
Vzornice se střídou vazby horní tkaniny

Bedfordský kord je tkanina s markantními podélnými žebry, která se střídají s rýhami ve stejném směru. Struktura je velmi podobná pracímu kordu, od kterého se však liší způsobem výroby a tužším omakem.

## Historie
Flámští tkalci uměli vyrobit tkaninu na způsob kordu asi od 14. století. Město Bedford mělo být prvním místem v Anglii, kde zavedli její výrobu, a z toho důvodu se tato textilie (údajně teprve koncem 19. století) začala nazývat Bedford Cord. V 21. století je bedfordský kord méně známý, v menším rozsahu se však stále ještě používá.

## Struktura tkaniny
Žebrování se tká v plátnové nebo keprové vazbě, která může být vyztužena přídavnými osnovními nitěmi. Mezi žebry se tvoří jemné rysy dvoudílnou keprovou vazbou (cutting ends = "bičiště").
Snímky vpravo znázorňují příklad kordu se střídou vazby 16 x 16 nití.
Tká se na strojích se 7 až 11 listy, původně většinou z příze z česané nebo mykané vlny. Lehčí zboží se vyrábí také z bavlny a v 21. století i z bavlny s příměsí elastanu.

## Použití bedfordských kordů
Svrchní oděvy, uniformy, nábytkové potahy, sportovní oděvy.